# Myrmeleon viridis
Myrmeleon viridis is een insect uit de familie van de mierenleeuwen (Myrmeleontidae), die tot de orde netvleugeligen (Neuroptera) behoort. 
Myrmeleon viridis is voor het eerst wetenschappelijk beschreven door Böber in 1793.